# どぜう鍋

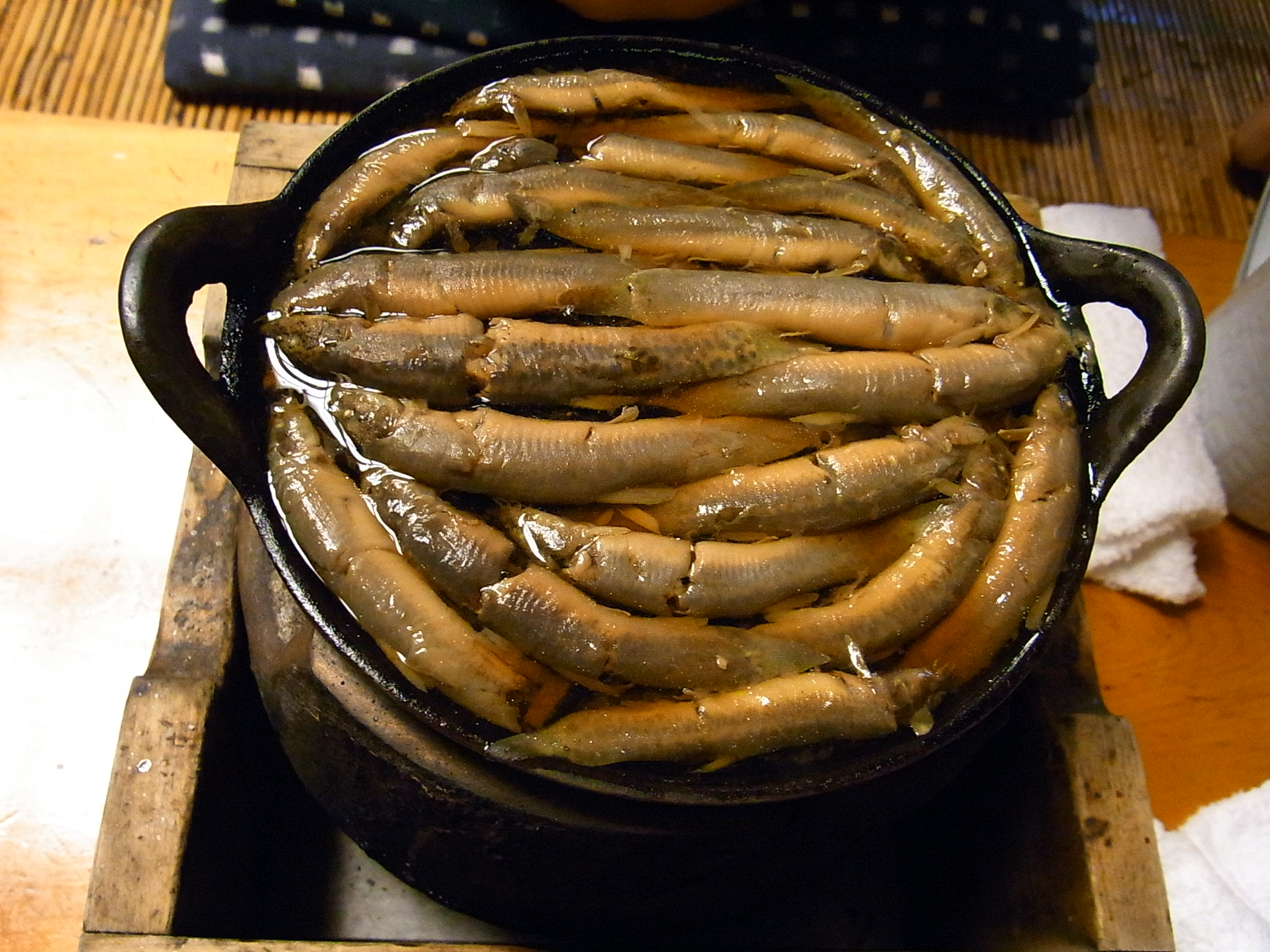
「どぜうなべ」（駒形どぜう 2009年10月17日撮影）

どぜう鍋（どじょうなべ）は、ドジョウを煮た鍋料理。

## 形態

### 丸鍋
ドジョウを開かず丸ごと調理した鍋。
生きたドジョウを酒に入れてすぐ蓋をする。最初は大変に暴れるが、やがておとなしくなったところで小さな薄い鉄鍋に並べる。甘辛い割下を注ぎ、炭火で煮込む。ネギを大量に載せ、山椒や七味唐辛子をかけて食べる。「丸鍋」（あるいは単に「まる」）と呼ばれるもので東京下町の名物。文化元年（1804年）に浅草駒形で越後屋が創始したとされる。

### ぬき鍋
丸鍋とは違い、ドジョウを背開きにしてゴボウと一緒に調理した鍋で、文政年間に江戸で誕生した料理とされるが、その起源については、南伝馬町の萬屋説と本所石原の石井説の二説がある。「ぬき鍋」は単に「抜き」あるいは「裂き」とも呼ばれる。

### 柳川鍋
開いたドジョウを割下で煮込んだものを、ゴボウと共に卵とじにしたもの。

## 名前の由来
ドジョウを「どぜう」と表記するようになったのは、駒形どぜうの初代当主“越後屋助七”の発案であるというのが定説である。ドジョウは泥鰌、鰌と書き、旧かなづかいでは「どぢやう」あるいは「どじやう」が正しいが、四文字では縁起が悪く、三枚ののれんに書けないという理由から、発音の近い「どぜう」の文字を使用したとされている。駒形どぜうは享和元年（1801年頃）の創業で、「どぜう」の表記は文化3年（1806年）から用いるようになった。老舗の名店がこの表記を採用したことから、幕末近くには江戸の町中でも定着し、他店も「どぜう」を看板として用いるようになった。なお、字面は「どぜう」であっても発音はあくまでも「どじょう」である。

## 有名店
- 駒形どぜう（東京都台東区）
- 飯田屋（東京都台東区）
- 伊せ喜（東京都江東区、2012年頃に廃業）
- 桔梗家（東京都墨田区）
- ひら井（東京都墨田区）
- どぜう大門（東京都足立区）